# John Julius Norwich
John Julius Cooper, 2º Vizconde de Norwich (Oldham, 15 de septiembre de 1929-1 de junio de 2018), fue un historiador británico, diplomático, escritor de viajes y presentador de televisión conocido como John Julius Norwich. Fue comendador de la Real Orden Victoriana.

## Biografía
Norwich fue el único hijo del político y diplomático Duff Cooper, I vizconde de Norwich, miembro del Partido Conservador (Reino Unido) y embajador británico en Francia para quien en 1952 fue creado el título de vizconde de Norwich, y de lady Diana Manners, una figura de la alta sociedad, célebre por su belleza. Fue educado en el Upper Canada College, de Toronto, en el Colegio Eton, y en la Universidad de Estrasburgo. Sirvió en la Marina Real británica antes de titularse en francés y ruso en Oxford. Se unió entonces al Servicio de exteriores británico, sirviendo en Yugoslavia y Líbano, y como miembro de la delegación británica en la conferencia de desarme en Ginebra.
En 1964 Norwich dejó el servicio al gobierno para convertirse en escritor. Sus obras incluyen trabajos sobre el reino normando en Sicilia; Historia de Venecia; Byzantium: The Early Centuries, Byzantium: The Apogee y Byzantium: The Decline and Fall, tres obras que cubren la historia del Imperio bizantino condensadas luego en su Breve historia de Bizancio; así como Venice: A Traveller's Companion, entre otras. Fue también editor de series como Great Architecture of the World, The Italian World, The New Shell Guides to Great Britain y The Oxford Illustrated Encyclopaedia of Art.
Norwich trabajó extensamente en radio y televisión. Presentó el popular concurso radiofónico de la BBC My Word! durante cuatro años. Ha escrito y presentado cerca de 30 documentales, incluyendo La Caída de Constantinopla, Los cien días de Napoleón, Cortés y Moctezuma, Las antigüedades de Turquía, Las puertas de Asia, Maximiliano de México, Los Caballeros de Malta y La muerte de Eugène Bonaparte, príncipe imperial en la guerra contra los zulúes.
Norwich trabajó también en varios proyectos no lucrativos. Era presidente de la Fundación Venecia en Peligro, copresidente de la World Monuments Fund, miembro del comité de la Campaña Nacional para la Reforma de las Leyes de publicaciones obscenas y vicepresidente de la asociación nacional de sociedades de decoración y bellas artes. También fue miembro del comité de la Ópera Nacional Inglesa.
A finales de 2017, el autor inglés publica Los papas. Una historia que narra las vivencias de diversos papas de manera entretenida para el público general. En noviembre de ese año, en una entrevista afirmó que se arrepentia de todo aquello que no hizo, y se consideraba como "un historiador popular, que quiere hacer de la historia algo accesible y entretenido, aunque sin faltar al rigor".

## Familia
Norwich se casó por primera vez con Anne Frances May Clifford, hija de sir Bede Edmund Hugh Clifford; tuvieron una hija, Artemis Cooper, historiadora, y un hijo, Jason Charles Duff Bede Cooper. Tras divorciarse, lord Norwich se casó con Mary (Malkins) Philipps, hija del 1.er barón Sherfield.
Norwich también es el padre de Allegra Huston, fruto de su relación con Enrica Soma Huston, esposa del director de cine americano John Huston.

## Ediciones en castellano de las obras de Norwich
- Breve historia de Bizancio, Ed. Cátedra (2000) ISBN 84-376-1819-3
- Historia de Venecia, Ed. Almed (2004) ISBN 84-931194-7-4
- Los normandos en Sicilia, Ed. Almed (2007) ISBN 84-934215-1-0
- El Mediterráneo: un mar de encuentros y conflictos entre civilizaciones, Ed. Ariel ISBN 978-84-344-5387-6
- Los papas. Una historia, traducción de Christian Martí-Menzel, ed. Reino de Redonda (2017), ISBN 978-84-947256-0-9